# 裕誠路
裕誠路（Yucheng Rd.）是高雄市的重要中等道路，從起端民族一路到末端大順一路。民族一路至華榮路呈東西向，過華榮路後轉南北向至大順一路。是凹仔底森林公園與河堤社區到高雄捷運巨蛋站的重要幹道，有優質美食街之稱。道路的共桿式路燈為黑色，以西洋棋造型設計。

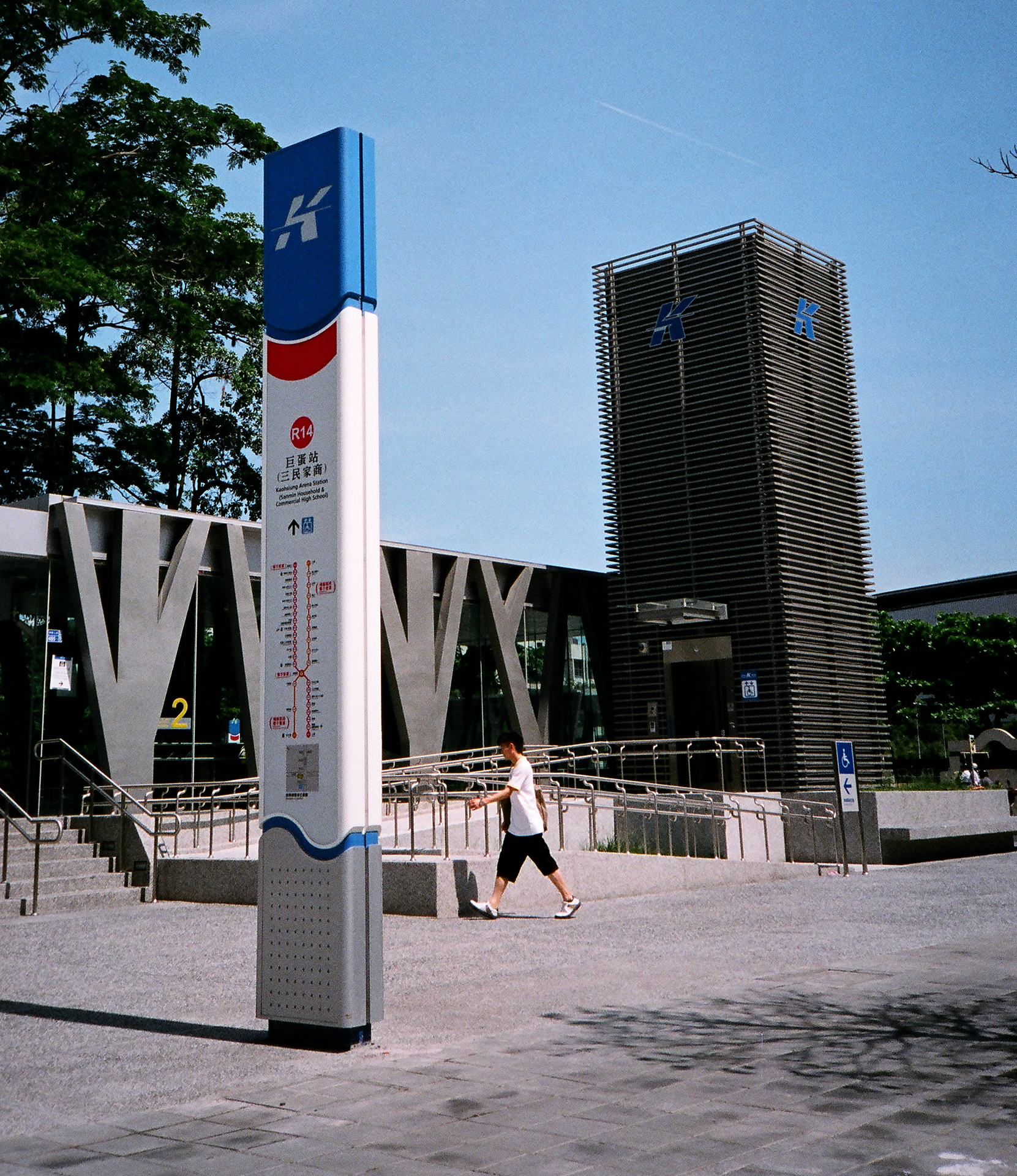
明誠公園上的捷運巨蛋站出口（博愛路口）

## 行經行政區域
（由東至西）
- 三民區
- 左營區
- 鼓山區

## 沿線設施
- 鼎泰廣場公園
- 高雄市立圖書館河堤分館
- 高雄市三民區河堤國民小學
- 河堤公園
- 明堤公園
- 河堤社區
- 京城銀行高雄分行
- 台灣銀行博愛分行
- 星巴克裕誠門市
- 台灣中油裕誠路加油站
- 屈臣氏裕誠門市
- 永豐銀行北高雄分行
- 聯上大飯店
- 捷運巨蛋站
- 明誠公園
- 三民家商
- 瑞豐夜市
- 屈臣氏瑞豐門市
- 遠傳高雄瑞豐直營門市
- 第八街生活百貨裕誠店
- 全家便利商店高雄裕民店
- 7-ELEVEN祥裕門市
- 民康兒童公園
- 全家便利商店高雄天誠店
- 7-ELEVEN誠美門市
- 裕誠公有停車場

### 鄰近商圈
- 裕誠商圈
- 漢神巨蛋商圈

### 名勝
- 新吉莊北極殿：位於辛亥路底

## 公車資訊
| 編號             | 經營業者   | 區間                                   | 備註                         |
| ---------------- | ---------- | -------------------------------------- | ---------------------------- |
| 3                | 南臺灣客運 | 警廣站－凹仔底森林公園                 |                              |
| 16A              | 南臺灣客運 | 高鐵左營站－高雄科大(建工)             |                              |
| 16B              | 南臺灣客運 | 高鐵左營站－高雄科大(建工)             | 經南屏路。                   |
| 24               | 高雄客運   | 圓照寺－捷運巨蛋站                     | 二段收費。                   |
| 紅35             | 漢程客運   | 金獅湖站－捷運凹子底站                 | 二段收費。                   |
| 裕誠幹線（紅36） | 南臺灣客運 | 左營海軍軍區－捷運巨蛋站－文藻外語大學 |                              |
| 72               | 漢程客運   | 金獅湖站－中正高工                     | B線延駛正勤社區。 二段收費。 |

## 公共自行車
- 高雄市公共自行車租賃系統：
  - 鼎泰廣場：裕誠路1號(對面)
  - 光興裕誠路口東南側：光興街/裕誠路口東南側
  - 辛亥公有停車場：裕誠路213號(對側人行道)
  - 裕誠富國路口(路口二處)：裕誠路/富國路口(路口二處)
  - 裕誠富民路口東北側：裕誠路412號(前人行道)
  - 裕誠裕誠472巷口(東西2側)：裕誠路/裕誠472巷口(東西2側)
  - 捷運巨蛋站(3號出口)：裕誠路486號(對側人行道)
  - 三民家商(裕誠路側)：裕誠路/篤敬路口(捷運巨蛋站1號出口)
  - 裕誠民利街口：裕誠路/民利街(東北側)
  - 民康兒童公園：民康街與裕誠路口東南側
  - 裕誠富農路口：裕誠路2058號東側
  - 裕誠美術館路口：美術館路2號東側